# Aboncourt (Meurthe-et-Moselle)
Pour les articles homonymes, voir Aboncourt.
Aboncourt est une commune française située dans le département de Meurthe-et-Moselle, en région Grand Est.

## Géographie
Aboncourt est située à l'extrémité sud-est du département. Commune la plus méridionale de Meurthe-et-Moselle, elle se place à environ 10 kilomètres au sud de Colombey-les-Belles (chef-lieu de canton), 35 kilomètres au sud-est de Toul (chef-lieu d'arrondissement) et à 40 kilomètres au sud-ouest de Nancy.

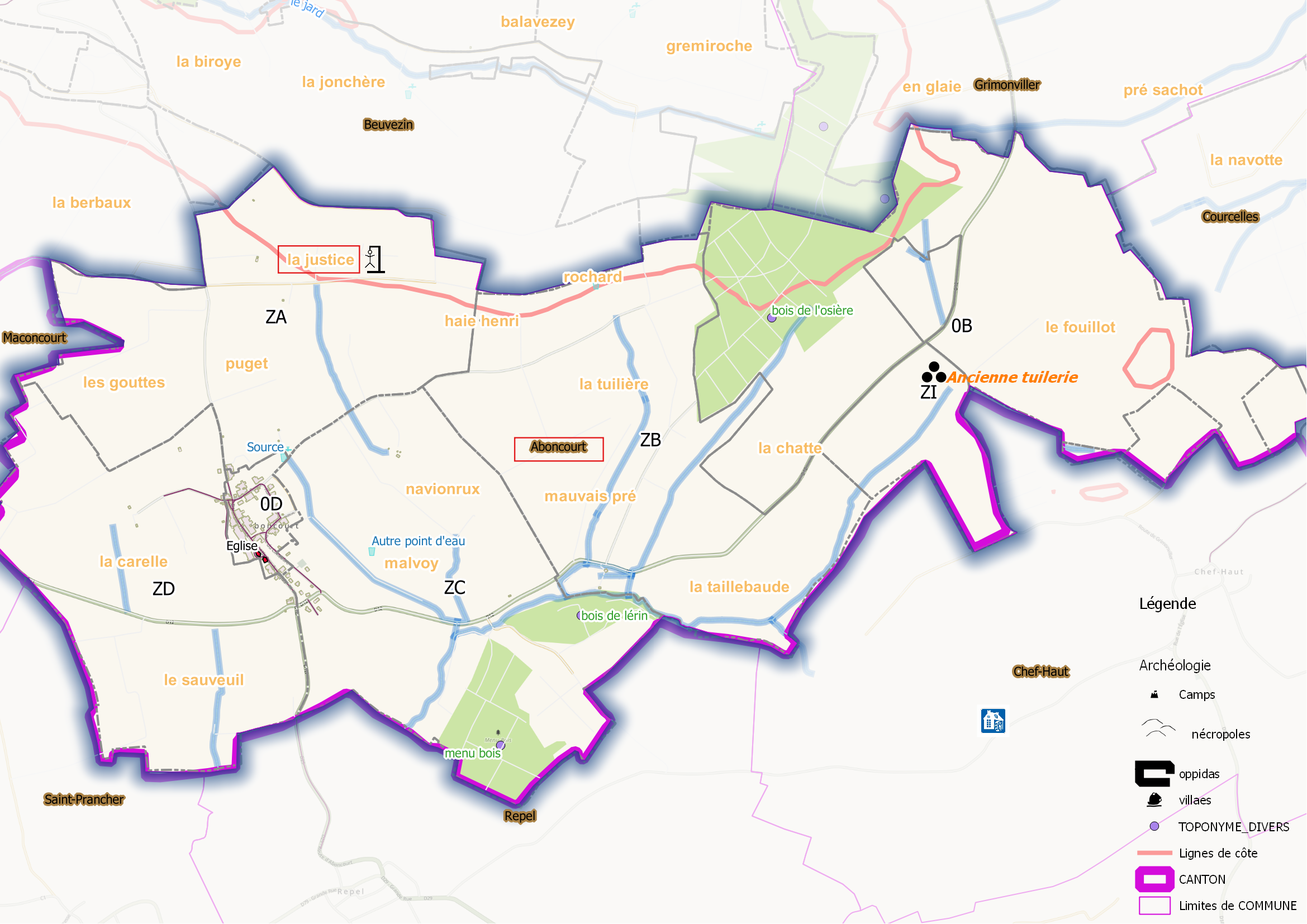
Aboncourt (ban communal).

D’après les données Corine land Cover, le ban communal de 688 hectares comportait en 2011, plus de 68 % de terres arables et de prairies, près de 7,5 % de forêt et 24,5% de surfaces agricoles diverses. Le territoire est arrosé par le Ruisseau de Biecene (Bicène) (1,744 km),.

### Communes limitrophes
| Maconcourt (Vosges)     | Beuvezin       | Grimonviller       |
| Maconcourt (Vosges)     | Aboncourt      | Courcelles         |
| Saint-Prancher (Vosges) | Repel (Vosges) | Chef-Haut (Vosges) |

### Hydrographie
La commune est traversée par la ligne de partage des eaux entre les bassins versants du Rhin et de la Meuse au sein du bassin Rhin-Meuse. Elle est drainée par le ruisseau de Biecene,.

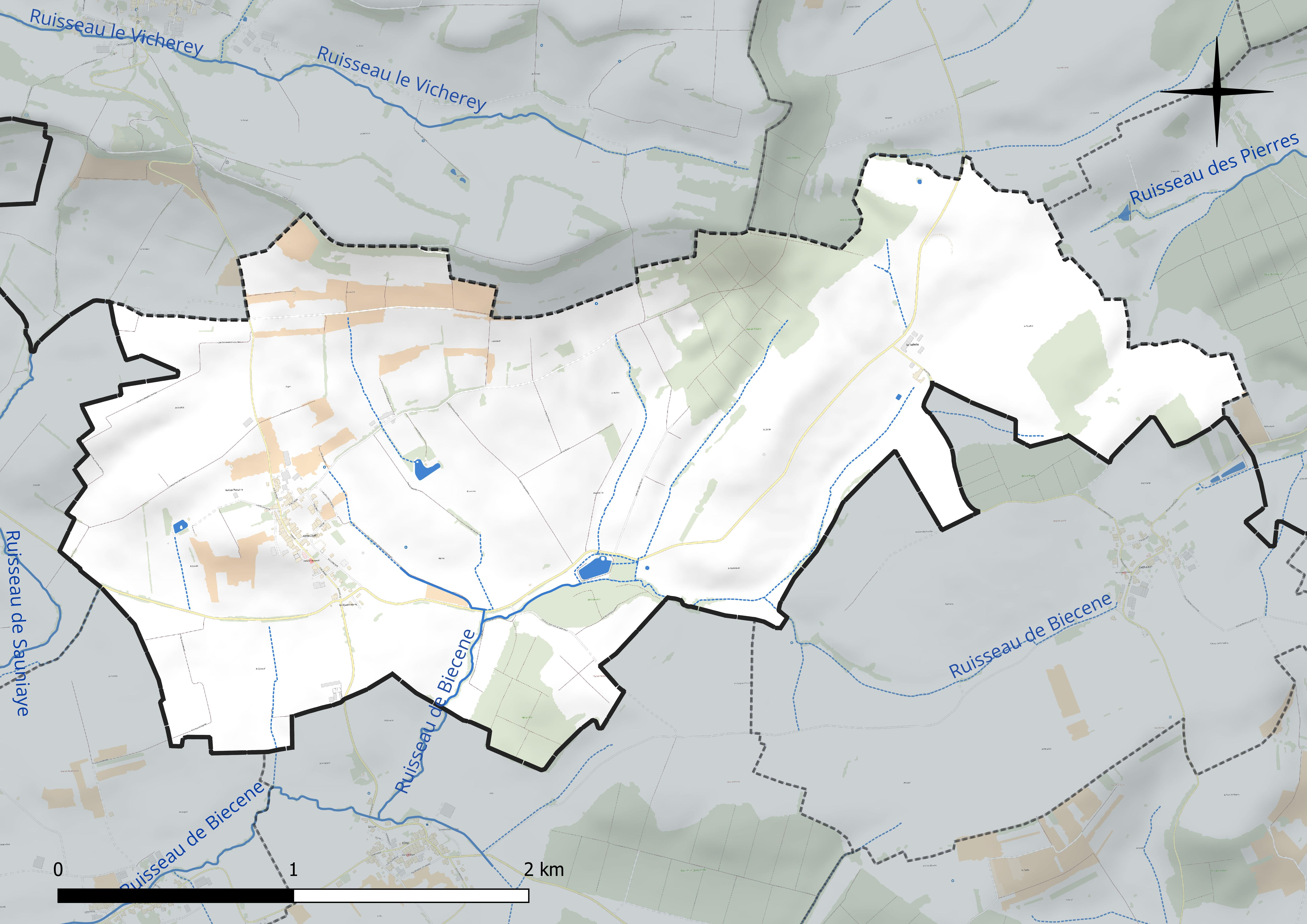
Réseau hydrographique d'Aboncourt.

### Climat
Pour des articles plus généraux, voir Climat du Grand Est et Climat de Meurthe-et-Moselle.
En 2010, le climat de la commune est de type climat de montagne, selon une étude du Centre national de la recherche scientifique s'appuyant sur une série de données couvrant la période 1971-2000. En 2020, Météo-France publie une typologie des climats de la France métropolitaine dans laquelle la commune est exposée à un climat océanique altéré et est dans la région climatique Lorraine, plateau de Langres, Morvan, caractérisée par un hiver rude (1,5 °C), des vents modérés et des brouillards fréquents en automne et hiver.
Pour la période 1971-2000, la température annuelle moyenne est de 9,4 °C, avec une amplitude thermique annuelle de 17 °C. Le cumul annuel moyen de précipitations est de 940 mm, avec 12,9 jours de précipitations en janvier et 9,5 jours en juillet. Pour la période 1991-2020, la température moyenne annuelle observée sur la station météorologique de Météo-France la plus proche, « Mirecourt-inra », sur la commune de Mirecourt à 14 km à vol d'oiseau, est de 10,4 °C et le cumul annuel moyen de précipitations est de 824,3 mm. 
La température maximale relevée sur cette station est de 39,5 °C, atteinte le 25 juillet 2019 ; la température minimale est de −19,5 °C, atteinte le 20 décembre 2009,,.
Les paramètres climatiques de la commune ont été estimés pour le milieu du siècle (2041-2070) selon différents scénarios d'émission de gaz à effet de serre à partir des nouvelles projections climatiques de référence DRIAS-2020. Ils sont consultables sur un site dédié publié par Météo-France en novembre 2022.

## Urbanisme

### Typologie
Au 1er janvier 2024, Aboncourt est catégorisée commune rurale à habitat dispersé, selon la nouvelle grille communale de densité à sept niveaux définie par l'Insee en 2022.
Elle est située hors unité urbaine et hors attraction des villes,.

### Occupation des sols
L'occupation des sols de la commune, telle qu'elle ressort de la base de données européenne d’occupation biophysique des sols Corine Land Cover (CLC), est marquée par l'importance des territoires agricoles (92,5 % en 2018), une proportion identique à celle de 1990 (92,5 %). La répartition détaillée en 2018 est la suivante :  prairies (49,8 %), zones agricoles hétérogènes (24,8 %), terres arables (18 %), forêts (7,5 %). L'évolution de l’occupation des sols de la commune et de ses infrastructures peut être observée sur les différentes représentations cartographiques du territoire : la carte de Cassini (XVIIIe siècle), la carte d'état-major (1820-1866) et les cartes ou photos aériennes de l'IGN pour la période actuelle (1950 à aujourd'hui).

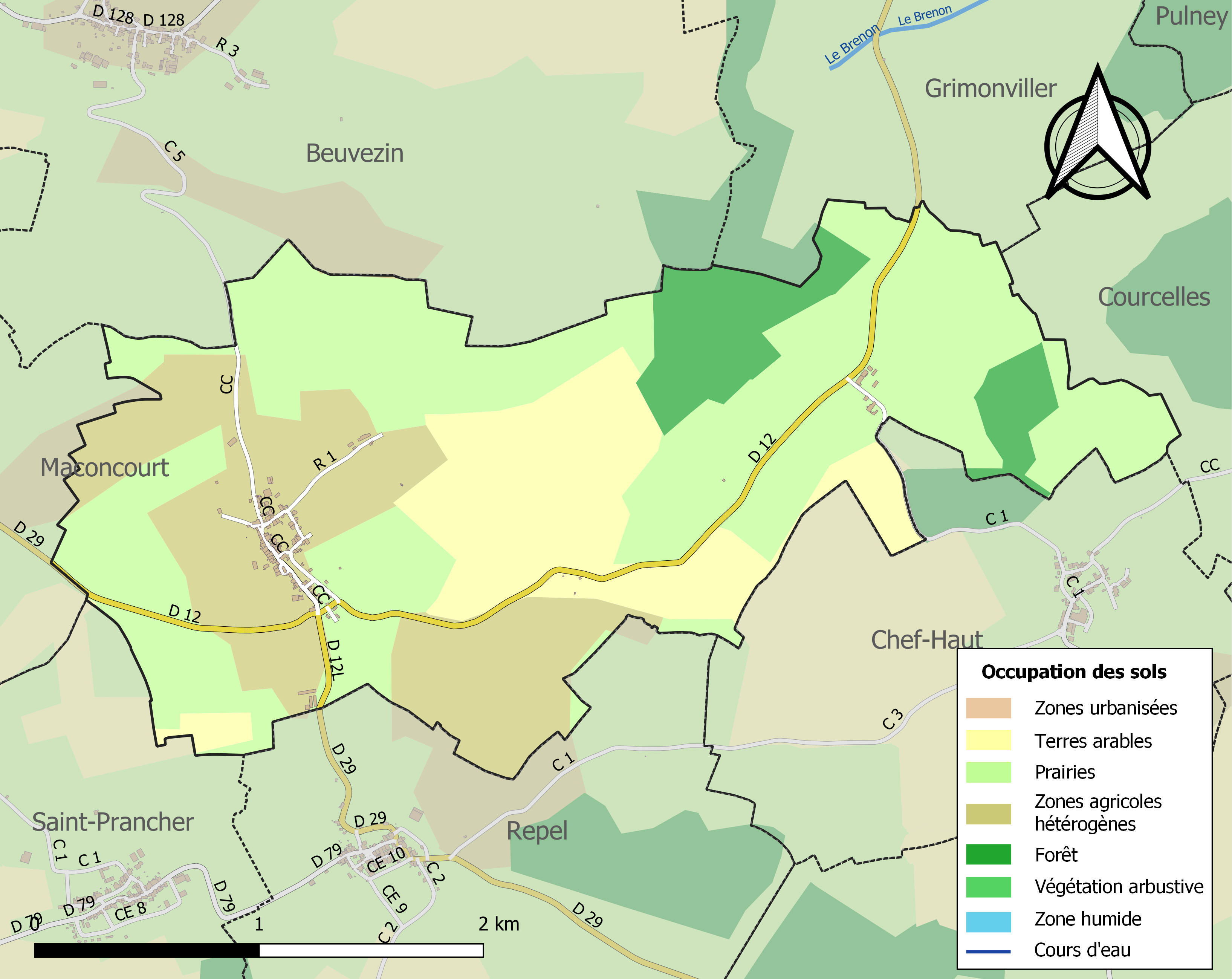
Carte des infrastructures et de l'occupation des sols de la commune en 2018 (CLC).

## Toponymie
Villa cui Aboniscurtis nomen est, en 800-813, et Auboncourt, en 1375, sont les mentions recensées par le dictionnaire topographique de la Meurthe. D'autre part, le pouillé de Benoît Picart emploie la forme latinisée et ecclésiastique d'Abon(is)curia.
Il s'agit d'un nom de personne germanique Abbo(n) + cortem, c'est-à-dire « le domaine d'Abbo(n) ».
Le dictionnaire d'Henri Lepage mentionne également un écart disparu au XXIe siècle, rappelant que cette commune a été vosgienne : FERRÉ (LE) ou CHEMIN FERRÉ, chemins, Cne d'Aboncourt-en-Vosge et il subsiste, au nord-ouest un lieu-dit la Justice, généralement révélateur de l'existence passée d'un lieu d'exécution (gibet ou potence).

## Histoire
Dans son répertoire archéologique, J Beaupré fait état de nombreuses découvertes attestant d'une occupation ancienne du territoire communal dans les cantons suivants : lieu-dit la Fermière, aux Epices, bois défriché aux environs du Chemin-Ferré, ainsi que lieu-dit Clairs-chênes.

Pour le Moyen Âge et la Renaissance, Henri Lepage nous dit, dans sa notice sur ce bourg, que : 
«Les Archives de Lorraine font à peine mention de ce village ; on y voit seulement qu'en 1562, Claude Vauldrey, gentilhomme du duc de Lorraine, vend à un autre seigneur tous les droits qu'il peut avoir aux château, maison forte, terre et seigneurie d'Aboncourt, au comté de Vaudémont...»
Lors de la création des départements en 1790, Aboncourt était primitivement placée dans le département des Vosges. Elle fut alors échangée avec la commune d'Aroffe et versée dans le département de la Meurthe.
- Dommages au cours de la guerre de 1914-1918.[réf. souhaitée]

## Politique et administration

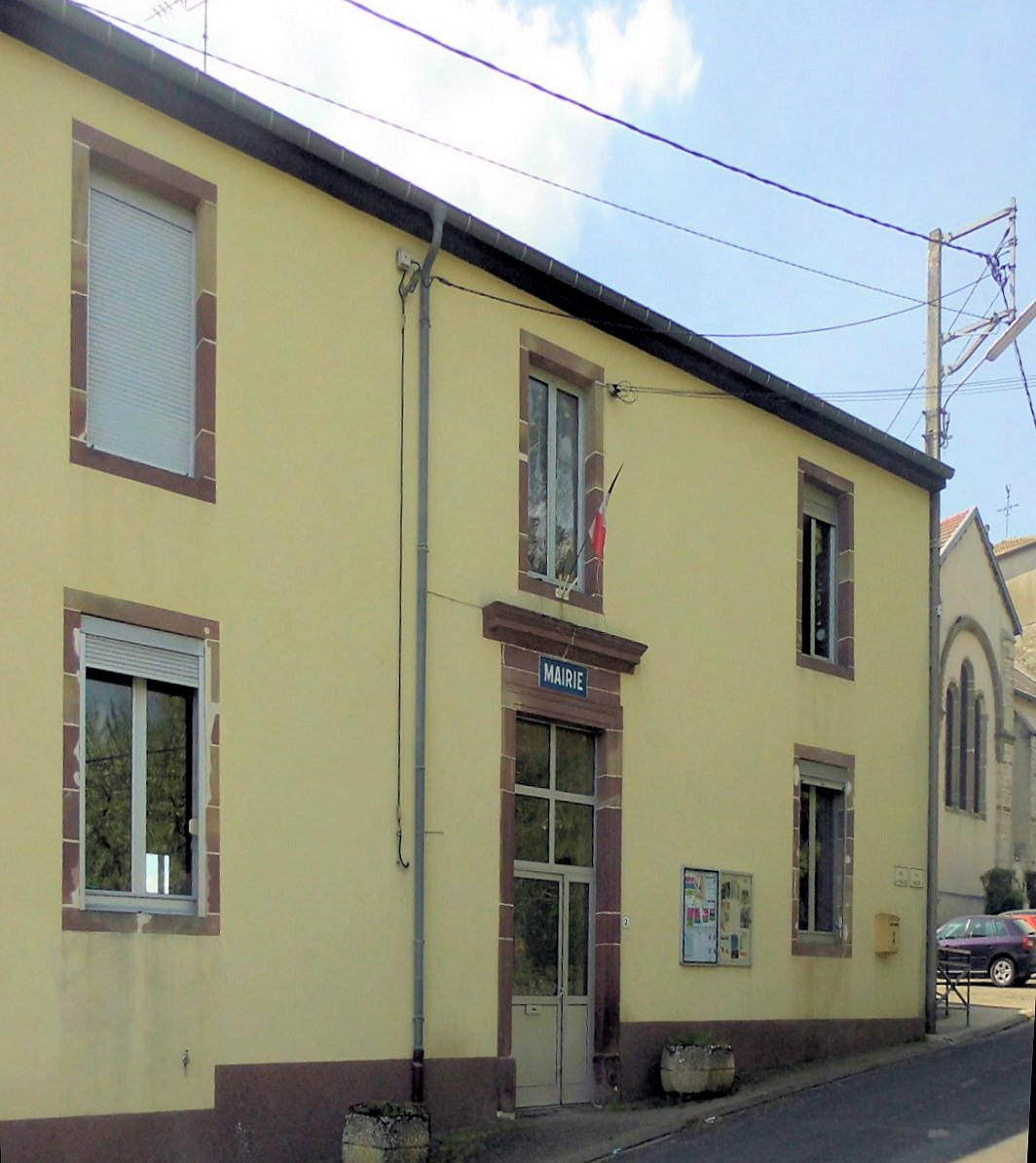
La mairie.

### Liste des maires
| Période                                  | Période     | Identité      | Étiquette | Qualité                 |
| ---------------------------------------- | ----------- | ------------- | --------- | ----------------------- |
| Les données manquantes sont à compléter. |             |               |           |                         |
| avant 1995                               | 2008        | Claude Raoult | SE        |                         |
| 2008                                     | 23 mai 2020 | Joël Baudy    | SE        | Retraité, réélu en 2014 |
| 23 mai 2020                              | En cours    | Eric Mathieu  | SE        |                         |

### Tendances politiques et résultats
Lors des élections européennes de 2019, le taux de participation d’Aboncourt est supérieur à la moyenne (56,12% contre 50,12% au niveau national). La liste du Rassemblement national arrive en tête avec 41,51% des suffrages, contre 23,31% au niveau national. La liste de la République en Marche obtient 15,09% des voix, contre 22,41% au niveau national. La liste de Debout La France réalise un score de 13,21% des voix, contre 3,51% au niveau national. La liste des Républicains et celle de l’Union des Démocrates et Indépendants arrivent ex-aequo avec 11,32% des votes, contre respectivement 8,48% et 2,50% au niveau national. Les autres listes obtiennent des scores inférieurs à 5%,.
Le résultat de l'élection présidentielle de 2012 dans cette commune est le suivant :
| Candidat       | Candidat                    | Premier tour | Premier tour | Second tour | Second tour |
| Candidat       | Candidat                    | Voix         | %            | Voix        | %           |
| -------------- | --------------------------- | ------------ | ------------ | ----------- | ----------- |
|                | Eva Joly (EÉLV)             | 1            | 0,59         |             |             |
|                | Marine Le Pen (FN)          | 30           | 33,71        |             |             |
|                | Nicolas Sarkozy (UMP)       | 30           | 33,71        | 60          | 71,43       |
|                | Jean-Luc Mélenchon (FG)     | 7            | 7,87         |             |             |
|                | Philippe Poutou (NPA)       | 2            | 2,25         |             |             |
|                | Nathalie Arthaud (LO)       | 2            | 2,25         |             |             |
|                | Jacques Cheminade (SP)      | 1            | 1,12         |             |             |
|                | François Bayrou (MoDem)     | 9            | 10,11        |             |             |
|                | Nicolas Dupont-Aignan (DLR) | 3            | 3,37         |             |             |
|                | François Hollande (PS)      | 5            | 5,62         | 24          | 28,57       |
|                |                             |              |              |             |             |
| Inscrits       | Inscrits                    | 106          | 100,00       | 106         | 100,00      |
| Abstentions    | Abstentions                 | 17           | 16,04        | 13          | 12,26       |
| Votants        | Votants                     | 89           | 83,96        | 93          | 87,74       |
| Blancs et nuls | Blancs et nuls              | 0            | 0,00         | 9           | 9,68        |
| Exprimés       | Exprimés                    | 89           | 100,00       | 84          | 90,32       |

Le résultat de l'élection présidentielle de 2017 dans cette commune est le suivant :
| Candidat    | Candidat                    | Premier tour | Premier tour | Deuxième tour | Deuxième tour |  |
| Candidat    | Candidat                    | %            | Voix         | %             | Voix          |  |
| ----------- | --------------------------- | ------------ | ------------ | ------------- | ------------- |  |
|             | Nicolas Dupont-Aignan (DLF) | 2,67         | 2            |               |               |  |
|             | Marine Le Pen (FN)          | 29,33        | 22           | 49,28         | 34            |  |
|             | Emmanuel Macron (EM)        | 14,67        | 11           | 50,72         | 35            |  |
|             | Benoît Hamon (PS)           | 0,00         | 0            |               |               |  |
|             | Nathalie Arthaud (LO)       | 0,00         | 0            |               |               |  |
|             | Philippe Poutou (NPA)       | 1,33         | 1            |               |               |  |
|             | Jacques Cheminade (SP)      | 0,00         | 0            |               |               |  |
|             | Jean Lassalle (RES)         | 2,67         | 2            |               |               |  |
|             | Jean-Luc Mélenchon (LFI)    | 5,33         | 4            |               |               |  |
|             | François Asselineau (UPR)   | 0,00         | 0            |               |               |  |
|             | François Fillon (LR)        | 44,00        | 33           |               |               |  |
|             |                             |              |              |               |               |  |
| Inscrits    | Inscrits                    | 99           | 100,00       | 99            | 100,00        |  |
| Abstentions | Abstentions                 | 22           | 22,22        | 18            | 18,18         |  |
| Votants     | Votants                     | 77           | 77,78        | 81            | 81,82         |  |
| Blancs      | Blancs                      | 2            | 2,60         | 10            | 12,35         |  |
| Nuls        | Nuls                        | 0            | 0,00         | 2             | 2,47          |  |
| Exprimés    | Exprimés                    | 75           | 97,40        | 69            | 85,19         |  |

## Démographie
L'évolution du nombre d'habitants est connue à travers les recensements de la population effectués dans la commune depuis 1793. Pour les communes de moins de 10 000 habitants, une enquête de recensement portant sur toute la population est réalisée tous les cinq ans, les populations de référence des années intermédiaires étant quant à elles estimées par interpolation ou extrapolation. Pour la commune, le premier recensement exhaustif entrant dans le cadre du nouveau dispositif a été réalisé en 2005.
En 2022, la commune comptait 90 habitants, en évolution de −11,76 % par rapport à 2016 (Meurthe-et-Moselle : −0,13 %, France hors Mayotte : +2,11 %).
| 1793 | 1800 | 1806 | 1821 | 1831 | 1836 | 1841 | 1846 | 1851 |
| ---- | ---- | ---- | ---- | ---- | ---- | ---- | ---- | ---- |
| 275  | 273  | 320  | 375  | 380  | 363  | 356  | 368  | 368  |

| 1856 | 1861 | 1872 | 1876 | 1881 | 1886 | 1891 | 1896 | 1901 |
| ---- | ---- | ---- | ---- | ---- | ---- | ---- | ---- | ---- |
| 322  | 314  | 300  | 296  | 291  | 281  | 246  | 231  | 212  |

| 1906 | 1911 | 1921 | 1926 | 1931 | 1936 | 1946 | 1954 | 1962 |
| ---- | ---- | ---- | ---- | ---- | ---- | ---- | ---- | ---- |
| 219  | 206  | 158  | 161  | 157  | 159  | 141  | 156  | 149  |

| 1968 | 1975 | 1982 | 1990 | 1999 | 2005 | 2006 | 2010 | 2015 |
| ---- | ---- | ---- | ---- | ---- | ---- | ---- | ---- | ---- |
| 133  | 136  | 137  | 120  | 123  | 127  | 128  | 112  | 104  |

| 2020 | 2022 | - | - | - | - | - | - | - |
| ---- | ---- | - | - | - | - | - | - | - |
| 92   | 90   | - | - | - | - | - | - | - |

## Économie
D'après les historiens, (Grosse, Lepage) l’activité était assez florissante au XIXe siècle :
« Surf. territ. : 692 à 718  hect. : 417 à 530 en terres lab., 41 à 71 en prés, 137 à 167 en bois, 6 en vignes. Une tuilerie et un four à chaux.»
et également modestement viticole.

### Secteur primaire ouAgriculture
Le secteur primaire comprend, outre les exploitations agricoles et les élevages, les établissements liés à l’exploitation de la forêt et les pêcheurs.
D'après le recensement agricole 2010 du Ministère de l'agriculture (Agreste), la commune d' Aboncourt était majoritairement orientée sur l'élevage de bovins et la production de lait (auparavant sur la polyculture et le poly - élevage ) sur une surface agricole utilisée d'environ 254 hectares (en deçà de la surface cultivable communale) en baisse depuis 1988 - Le cheptel en unité de gros bétail s'est réduit de 554 à 465 entre 1988 et 2010. Il n'y avait plus que 3 exploitations agricoles ayant leur siège dans la commune employant 5 unités de travail.

## Lieux et monuments
- Château médiéval, reconstruit XVIIIe siècle par la famille de Malvoisin. Le château fut transformé en ferme qui fut un temps la propriété de DUROC, duc de Frioul et Grand Maréchal du Palais de Napoléon
- Chapelle fondée en 1536 à Notre-Dame de Pitié[31]
- Église Saint-Pierre-et-Saint-Paul reconstruite après 1918

### Personnalités liées à la commune
- Claude Vauldrey, gentilhomme du duc de Lorraine en 1562
- La famille noble de Malvoisin,  Charles-François baron de Malvoisin, chevalier, seigneur d'Aboncourt, Blémerey et Boulaincourt, major du régiment de Monsieur, etc. ( 9 octobre 1776)[34]
- Gabrielle de Contrisson, épouse du dernier seigneur d'Aboncourt (1825)[34]

### Héraldique
| Blason | Blasonnement : D'or aux trois tours d'azur, maçonnées de sable, au franc-canton gironné d'argent et de gueules de huit pièces. Commentaires : Ce sont les armes d'Aboncourt, maison d'ancienne chevalerie, telles qu'elles sont décrites par Dom Calmet dans sa notice de la Lorraine. |